# Roodkopmangabey
De roodkopmangabey (Cercocebus torquatus)  is een zoogdier uit de familie van de apen van de Oude Wereld (Cercopithecidae). De wetenschappelijke naam van de soort werd voor het eerst geldig gepubliceerd door Kerr in 1792.

## Kenmerken
Deze mangabey heeft een haast grijsbruine vacht en een grijsroze gelaat. De vacht aan de borstzijde is zilvergrijs. Ze hebben een krachtig gebit, waarmee ze noten kraken. De lichaamslengte bedraagt 50 tot 60 cm, de staartlengte 60 tot 75 cm en het gewicht 10 kg.

## Leefwijze
Dit dier leeft in vooral op de grond in gemengde groepen van soms wel 90 dieren. Overdag zoeken ze gezamenlijk voedsel in hun territorium, dat meestal langs een rivier ligt. Dit voedsel bestaat uit vruchten en zaden. Mannetjes vestigen een rangorde, maar ondergeschikte mannetjes paren ook frequent, soms zelf vaker dan hun leider.

## Verspreiding
Deze soort komt voor in de tropische wouden en mangrovebossen van West-Afrika, met name van West-Nigeria tot Gabon.